# 왓 맨 원트
《왓 맨 원트》(영어: What Men Want)는 미국에서 제작된 애덤 섕크먼 감독의 2019년 로맨틱 코미디 영화이다. 2000년 영화 《왓 위민 원트》의 성반전 리메이크작이다. 터라지 P. 헨슨, 앨디스 호지, 에리카 바두, 리처드 라운트리, 트레이시 모건 등이 출연하였다.

## 출연
- 터라지 P. 헨슨
- 앨디스 호지
- 조시 브레너
- 에리카 바두
- 리처드 라운트리
- 트레이시 모건
- 셰인 폴 맥기
- 피트 데이비드슨
- 브라이언 보즈워스
- 맥스 그린필드
- 제이슨 존스
- 태멀라 존스
- 웬디 매클렌던커비
- 켈런 러츠
- 존 콜린스, 셔킬 오닐, 그랜트 힐, 마크 큐번, 칼앤서니 타운스, 리사 레슬리 - 본인 역